# 노동영
노동영은 대한민국의 유방외과 의사이며 2010년 유한의학상을 수상하였다. 서울대병원 퇴임 이후 강남차병원 병원장으로 재직중이다.

## 가족
- 아버지 노관택 서울대학교 병원장
- 아내 이수요[1]
- 장인 이현재[2]